# 神谷家住宅 (名古屋市)
神谷家住宅（かみやけじゅうたく）は、名古屋市中区新栄二丁目の登録有形文化財。

## 概要
神谷家は三河武士の流れを組むといい、清寿院院主の村瀬家と婚姻関係をもったことにより、当地に移住した。名古屋大空襲の難も逃れたが、周囲の高層ビル化により外から様子を望むことは難しい。

## 文化財
- 柏露軒（はくろけん）[WEB 1]

江戸時代末期の建築。1911年（明治44年）の移築を経て、1929年（昭和4年）に改修を経験している。元々は、同市中区大須の村瀬玄中邸にあった。木造平屋建、瓦葺一部銅板葺、建築面積78平方メートル。2012年（平成24年）8月13日登録有形文化財として登録される。
- 孤葊（こあん）[WEB 2]

江戸時代末期の建築。1911年（明治44年）移築。元々は同市西区幅下の日比野家にあった。木造平屋建、銅板葺、建築面積10平方メートル。2012年（平成24年）8月13日登録有形文化財として登録される。
- 腰掛待合[WEB 3]

1923年（大正12年）建築。1995年（平成7年）曳家を行う。木造平屋建、銅板葺、建築面積1.3平方メートル。2012年（平成24年）8月13日登録有形文化財として登録。
- 中潜門（なかくぐりもん）[WEB 4]

昭和前期建築。1995年（平成7年）曳家。木造平屋建、銅板葺、間口1.7メートル。

## 現地情報
所在地
- 愛知県名古屋市中区新栄2-1004[WEB 1]

アクセス
- 名古屋市営地下鉄東山線新栄町駅より徒歩5分[2]

### WEB
1. 1 2 3 4 5 6 7 8  “神谷家住宅柏露軒”. 国指定文化財等データベース.   文化庁. 2024年9月16日閲覧。
2. 1 2 3 4 5  “神谷家住宅孤葊”. 国指定文化財等データベース.   文化庁. 2024年9月16日閲覧。
3. 1 2 3 4 5  “神谷家住宅腰掛待合”. 国指定文化財等データベース.   文化庁. 2024年9月16日閲覧。
4. 1 2 3 4  “神谷家住宅中潜門”. 国指定文化財等データベース.   文化庁. 2024年9月16日閲覧。

### 書籍
1. 1 2 3 4  谷口元 2015, p. 130.
2. ↑  谷口元 2015, p. 131.